# San Pedro de Torelló
San Pedro de Torelló (en catalán y oficialmente Sant Pere de Torelló) es un municipio y localidad española de la provincia de Barcelona, en la comunidad autónoma de Cataluña. El término municipal, perteneciente a la comarca de Osona y a la subcomarca de la Vall del Ges, en el límite con la de la La Garrocha, incluye también el pequeño núcleo de Sant Andreu de la Vola.

## Historia
El 3 de septiembre de 2012, el Ayuntamiento de San Pedro aprobó una moción a favor de la independencia de Cataluña, proclamándose "Territorio catalán libre". El objetivo de este acto sería instar al Gobierno y al Parlamento de Cataluña a que asumiera la soberanía nacional sobre el territorio catalán. El pleno del ayuntamiento decidió que "la legislación y los reglamentos de alcance español estarán vigentes de forma provisional, a la espera de que el Parlamento dicte las nuevas leyes catalanas".

## Demografía
San Pedro de Torelló cuenta con una población de 2592 habitantes (INE 2024).
| Gráfica de evolución demográfica de San Pedro de Torelló entre 1842 y 2021 |
| |
| Población de derecho según los censos de población del INE. Población de hecho según los censos de población del INE.En estos censos se denominaba San Pedro de Torelló: 1842, 1857, 1860, 1877, 1887, 1897, 1900, 1910, 1920, 1930, 1940, 1950, 1960, 1970 y 1981. Entre el censo de 1930 y el anterior, crece el término del municipio porque incorpora a La Bola y a Masías de San Pedro de Torelló. |

| 1900 | 1930 | 1950 | 1970 | 1981 | 1986 | 2006 |
| ---- | ---- | ---- | ---- | ---- | ---- | ---- |
| 1470 | 1938 | 1927 | 2043 | 2006 | 2089 | 2264 |

## Lugares de interés

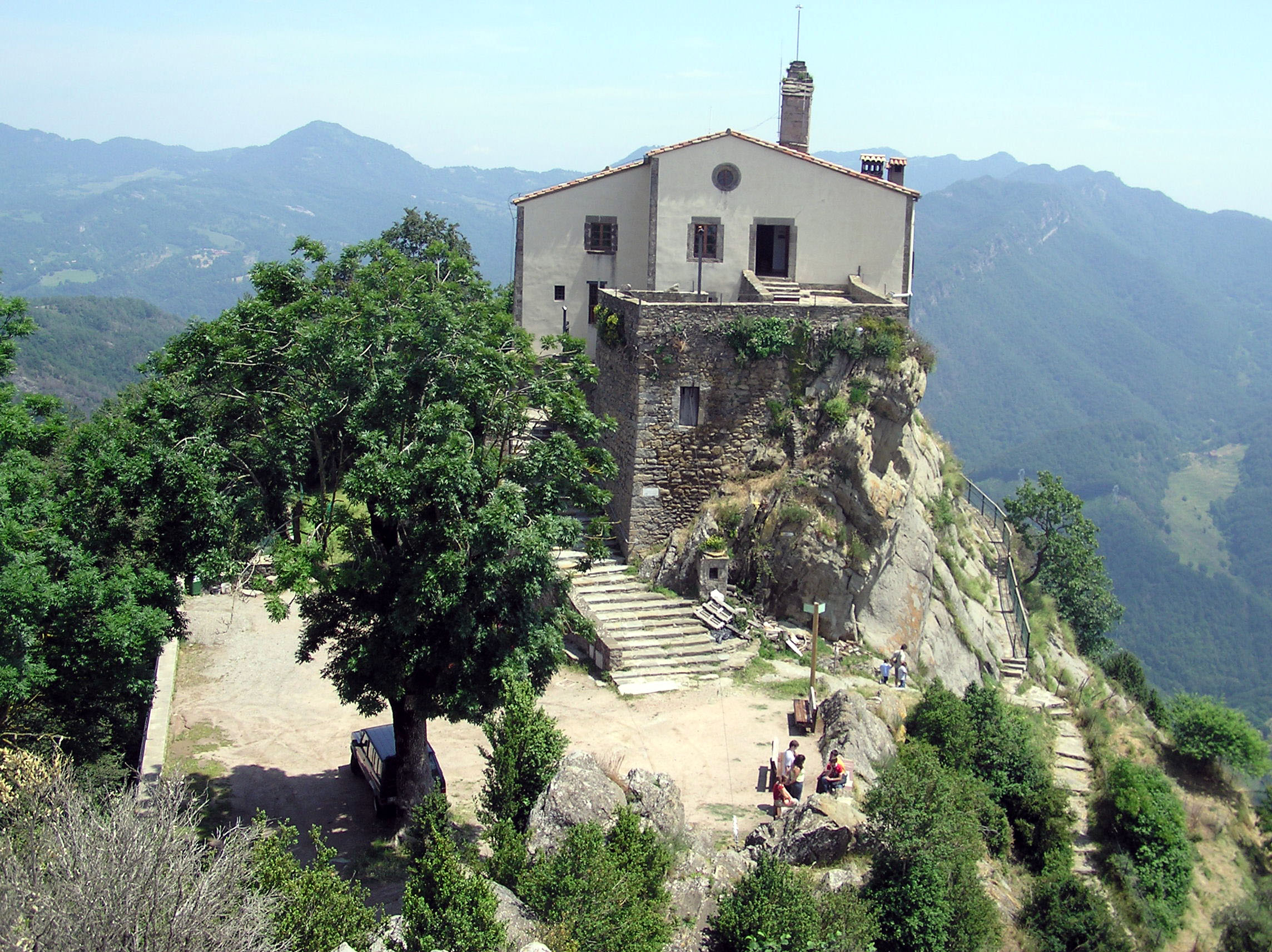
Santuario de Nuestra Señora de Bellmunt

- Santuario de Nuestra Señora de Bellmunt.
- Puente del Molino de Salgueda.
- Ermita de San Roque.
- Forat Micó.
- Pico Tossell.
- Ermita de San Nazario.
- Bosque de la Grevolosa.

## Curiosidades
- Sus habitantes son conocidos con el mote de "socarracristos".
- A principios del verano, se dirigen a la cima del santuario de Bellmunt grandes enjambres de hormigas aladas, donde mueren. En el lugar del hecho se ha erigido un monolito consagrado a la Virgen de "les Alades".
- En 1993 se construyó una central térmica, alimentada con residuos de madera facilitados por las empresas de tornería, que proporciona agua caliente a las viviendas de la población.
- En 2012, los campeones de España de la "First Lego League" fueron un equipo formado por 4 chicos de este pueblo y que viajaron a San Luis, Misuri, para participar en la final mundial. El equipo se llama "The Santperencs".